# Jogos do Império Britânico e da Commonwealth de 1958
Os Jogos do Império Britânico e da Commonwealth de 1958  foram realizados em Cardiff, País de Gales, entre 18 de julho e 26 de julho.

## Modalidades
- Atletismo
- Boxe
- Ciclismo
- Esgrima
- Halterofilismo
- Lawn Bowls
- Natação
- Remo
- Salto ornamental
- Wrestling

## Países participantes

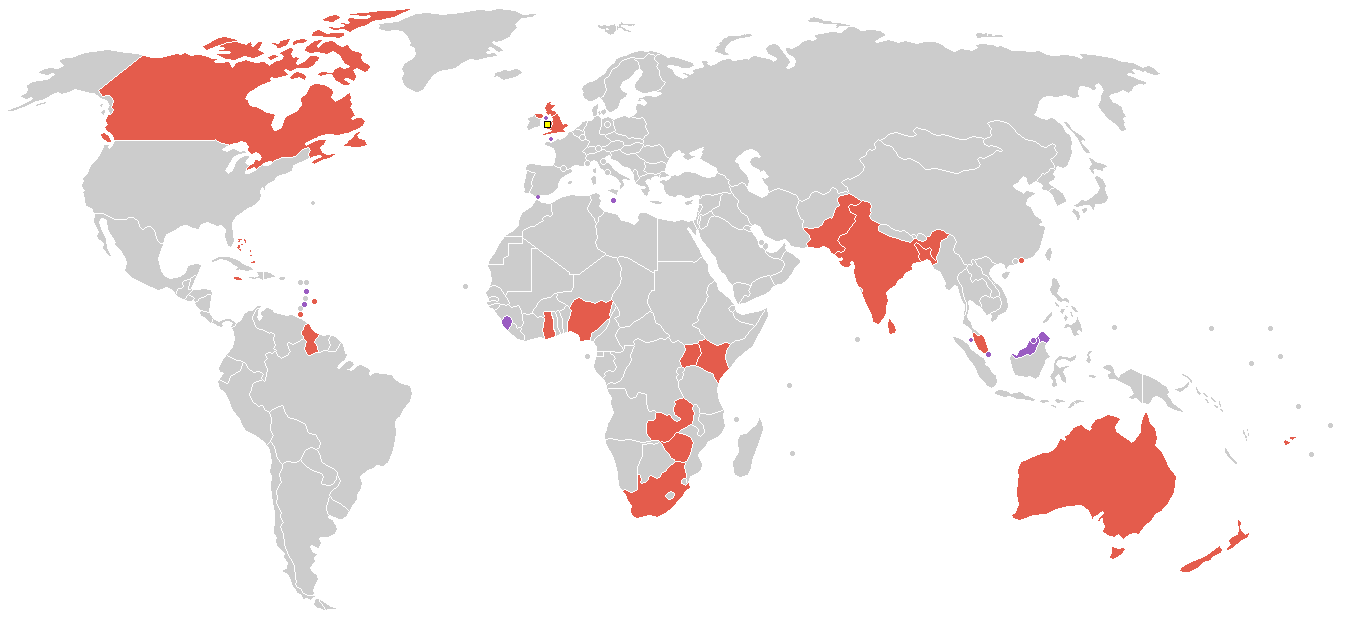
Países participantes.

| - África do Sul - Austrália - Bahamas - Barbados - Bermudas - Bornéu do Norte - Brunei - Canadá - Ceilão - Costa do Ouro - Dominica - Escócia |  | - Fiji - Gana - Guiana Britânica - Hong Kong - Índia - Inglaterra - Irlanda do Norte - Jamaica - Jersey - Malaya - Nigéria - Nova Zelândia |  | - País de Gales - Paquistão - Penang - Quênia - Rodésia do Norte - Rodésia do Sul - Sarawak - São Vicente - Singapura - Trinidad e Tobago - Uganda |

## Medalhistas
| Ordem | País              | Medalha de ouro | Medalha de prata | Medalha de bronze | Total |
| ----- | ----------------- | --------------- | ---------------- | ----------------- | ----- |
| 1     | Inglaterra        | 29              | 22               | 29                | 80    |
| 2     | Austrália         | 27              | 22               | 17                | 66    |
| 3     | África do Sul     | 13              | 10               | 8                 | 31    |
| 4     | Escócia           | 5               | 5                | 3                 | 13    |
| 5     | Nova Zelândia     | 4               | 6                | 9                 | 19    |
| 6     | Jamaica           | 4               | 2                | 1                 | 7     |
| 7     | Paquistão         | 3               | 5                | 2                 | 10    |
| 8     | Índia             | 2               | 1                | 0                 | 3     |
| 9     | Singapura         | 2               | 0                | 0                 | 2     |
| 10    | Canadá            | 1               | 10               | 16                | 27    |
| 11    | País de Gales     | 1               | 3                | 7                 | 11    |
| 12    | Irlanda do Norte  | 1               | 1                | 3                 | 5     |
| 13    | Bahamas           | 1               | 1                | 0                 | 2     |
| 13    | Barbados          | 1               | 1                | 0                 | 2     |
| 15    | Malaya            | 0               | 2                | 0                 | 2     |
| 16    | Nigéria           | 0               | 1                | 1                 | 2     |
| 17    | Guiana Britânica  | 0               | 1                | 0                 | 1     |
| 17    | Uganda            | 0               | 1                | 0                 | 1     |
| 19    | Rodésia do Sul    | 0               | 0                | 3                 | 3     |
| 20    | Quênia            | 0               | 0                | 2                 | 2     |
| 21    | Gana              | 0               | 0                | 1                 | 1     |
| 21    | Ilha de Man       | 0               | 0                | 1                 | 1     |
| 21    | Trinidad e Tobago | 0               | 0                | 1                 | 1     |

     País sede destacado.